# Coppa di Turchia 2010-2011 (pallavolo femminile)
La Coppa di Turchia 2010-2011 è stata la 12ª edizione della coppa nazionale di Turchia e si è svolta dal 29 dicembre 2010 al 17 aprile 2011. Alla competizione hanno partecipato 14 squadre e la vittoria finale è andata per la settima volta all'Eczacıbaşı.

## Regolamento
Alla competizione prendono parte quattordici squadre, provenienti dalla Voleybol 1. Ligi e dalla Voleybol 2. Ligi. Le gare del primo turno si svolgono in gara unica, mentre quelle dei quarti di finale in gare di andata e ritorno. Le quattro squadre vincenti ai quarti si qualificano per la final-four.

## Squadre partecipanti
| - Ankaragücü - Beylikdüzü - Beşiktaş - Eczacıbaşı - Ereğli - Fenerbahçe - Galatasaray | - Karşıyaka - İller Bankası - Nilüfer - Pursaklar - TED Ankara - VakıfBank GS - Yeşilyurt |

## Risultati

### Calendario

#### Primo turno
| 29 dicembre 2010 - ore 15:00 Ereğli Atatürk Spor Salonu, Konya      | Ereğli        | 1 - 3 | Nilüfer      | 22-25, 25-15, 20-25, 16-25        |
| 29 dicembre 2010 - ore 15:30 Ankara Başkent Voleybol Salonu, Ankara | İller Bankası | 3 - 1 | Beylikdüzü   | 25-23, 25-18, 14-25, 25-17        |
| 29 dicembre 2010 - ore 18:00 Ankara Başkent Voleybol Salonu, Ankara | Ankaragücü    | 3 - 1 | Beşiktaş     | 25-22, 21-25, 25-17, 25-21        |
| 29 dicembre 2010 - ore 17:00 Eczacıbaşı Spor Salonu, Istanbul       | Eczacıbaşı    | 3 - 0 | Galatasaray  | 25-21, 25-19, 25-21               |
| 29 dicembre 2010 - ore 17:00 Yeşilyurt Spor Salonu, Istanbul        | Yeşilyurt     | 3 - 2 | Karşıyaka    |                                   |
| 30 dicembre 2010 - ore 20:00 Burhan Felek Spor Salonu, Istanbul     | Fenerbahçe    | 2 - 3 | VakıfBank GS | 25-18, 26-20, 21-25, 25-27, 16-18 |

#### Quarti di finale

##### Andata
| 19 gennaio 2011 - ore 15:30 Ankara Başkent Voleybol Salonu, Ankara | Ankaragücü    | 0 - 3 | VakıfBank GS | 14-25, 13-25, 23-25 |
| 19 gennaio 2011 - ore 16:00 Eczacıbaşı Spor Salonu, Istanbul       | Eczacıbaşı    | 3 - 0 | Pursaklar    | 7-25, 15-25, 14-25  |
| 19 gennaio 2011 - ore 17:00 Yeşilyurt Spor Salonu, Istanbul        | Yeşilyurt     | 0 - 3 | Nilüfer      | 14-25, 13-25, 23-25 |
| 20 gennaio 2011 - ore 18:00 Ankara Başkent Voleybol Salonu, Ankara | İller Bankası | 0 - 3 | TED Ankara   | 21-25, 16-25, 21-25 |

##### Ritorno
| 14 febbraio 2011 - ore 18:00 Burhan Felek Spor Salonu, Istanbul | VakıfBank GS | 3 - 0 | Ankaragücü    | 25-17, 25-10, 25-13               |
| 15 febbraio 2011 - ore 18:00 TOBB Spor Salonu, Ankara           | TED Ankara   | 2 - 3 | İller Bankası | 25-22, 23-25, 17-25, 25-19, 14-16 |
| 15 febbraio 2011 - ore 13:00 Pursaklar Salonu, Ankara           | Pursaklar    | 0 - 3 | Eczacıbaşı    | 13-25, 14-25, 27-29               |
| 16 febbraio 2011 - ore 18:00 Bursa Atatürk Spor Salonu, Bursa   | Nilüfer      | 3 - 2 | Yeşilyurt     | 21-25, 25-16, 25-19, 20-25, 15-13 |

### Final-four

#### Tabellone
|  | Semifinali    | Semifinali    | Semifinali |            |         | Finale 1º/2º posto | Finale 1º/2º posto | Finale 1º/2º posto |  |
|  |               |               |            |            |         |                    |                    |                    |  |
|  | İller Bankası | İller Bankası | 0          |            |         |                    |                    |                    |  |
|  | İller Bankası | İller Bankası | 0          |            |         |                    |                    |                    |  |
|  | Nilüfer       | Nilüfer       | 3          |            |         |                    |                    |                    |  |
|  | Nilüfer       | Nilüfer       | 3          |            | Nilüfer | Nilüfer            | 1                  |                    |  |
|  |               |               |            |            | Nilüfer | Nilüfer            | 1                  |                    |  |
|  |               |               | Eczacıbaşı | Eczacıbaşı | 3       |                    |                    |                    |  |
|  | Eczacıbaşı    | Eczacıbaşı    | Eczacıbaşı | Eczacıbaşı | 3       | 3                  |                    |                    |  |
|  | Eczacıbaşı    | Eczacıbaşı    |            |            |         | 3                  |                    |                    |  |
|  | VakıfBank GS  | VakıfBank GS  | 1          |            |         | Finale 3º/4º posto | Finale 3º/4º posto | Finale 3º/4º posto |  |
|  | VakıfBank GS  | VakıfBank GS  | 1          |            |         |                    |                    |                    |  |
|  |               |               |            |            |         |                    |                    |                    |  |
|  |               |               |            |            |         | İller Bankası      | İller Bankası      | 0                  |  |
|  |               |               |            |            |         | İller Bankası      | İller Bankası      | 0                  |  |
|  |               |               |            |            |         | VakıfBank GS       | VakıfBank GS       | 3                  |  |

#### Calendario

##### Semifinali
| 16 aprile 2011 - ore 12:00 İzmir Atatürk Spor Salonu, Smirne | İller Bankası | 0 - 3 | Nilüfer      | 12-25, 20-25, 15-25        |
| 16 aprile 2011 - ore 17:00 İzmir Atatürk Spor Salonu, Smirne | Eczacıbaşı    | 3 - 1 | VakıfBank GS | 20-25, 25-19, 25-16, 25-23 |

##### Finale 3º/4º posto
| 17 aprile 2011 - ore 17:30 İzmir Atatürk Spor Salonu, Smirne | VakıfBank GS | 3 - 0 | İller Bankası | 25-12, 25-16, 25-20 |

##### Finale
| 17 aprile 2011 - ore 20:00 İzmir Atatürk Spor Salonu, Smirne | Nilüfer | 0 - 3 | Eczacıbaşı | 23-25, 14-25, 15-25 |